# Guiu Antoni Manfredi
Guiu Antoni Manfredi -Guidantonio Manfredi- conegut per Guidaccio o Guindazzo (Faenza, 1407 - Bagni di Petriolo, 20 de juny de 1443) va ser senyor sobirà i vicari pontifici de Faenza i senyor i vicari pontifici de Fusignano i Donigaglia, senyor de Savignano, Oriolo, Gesso, Cesate, Quarneto, Fognano, Cavina, Fornazzano, San Cassiano, Montalbergo, Santa Maria in Montalto, San Procolo i Castel Laderchio, i comte de Brisighella i Val Lemone, primer associat a son germà Carles I Manfredi i després sol. Va ser senyor de Passatello, Tossignano, Montebattaglia, Rio Secco i Baffadi 1435. El 1439 va ser senyor sobirà d'Imola i senyor de Bagnacavallo, Massa Llombarda, Portico, Montevecchio, Tredozio i Marradi. Va ser també senyor de Modigliana del 1439 al 1443. Capità de l'exèrcit de Florència el 1430 i de l'exèrcit de Francesc Sforza el 1433. Era fill de Joangaleàs I Manfredi. Estava casat en primeres noces (1423) amb Bianchina Trinci, filla de Nicolas I Trinci senyor de Foligno, que va ser assassinada el 1441; i en segones noces (vers 1442) amb Agnèsia de Montefeltro, filla del comte Guidantonio I Montefeltro senyor d'Urbino i va ser el pare de Tadeu Manfredi, de Leta (esposa de Guiu Visconti consenyor de Somma, Crenna i Agnadello, morta el 1478) i de Rengarda (casada el 1445 amb Carlo Gonzaga senyor d'Isola, Rivarola, Gonzaga (Llombardia), Sabbioneta, Bozzolo, San Martino, Gazzuolo, Viadana, Luzzara, Suzzara i Reggilio, morta a Ferrara el 21 de desembre de 1456).